# Campeonato Mundial de Taekwondo de 2022
O Campeonato Mundial de Taekwondo de 2022 foi a 25ª edição do evento, organizado pela Federação Mundial de Taekwondo (WTF) entre 14 a 20 de novembro de 2022. A competição foi realizada no Centro Aquático Scotiabank, em Guadalajara, no México. Inicialmente o campeonato estava programado para ocorrer em Wuxi, na China em 2021, mas desistiu divido ao impacto da Pandemia de COVID-19. Em janeiro de 2022 e evento foi transferido para Cancún, no México.

## Calendário
| ● | Final |

| Data   | Seg 14 | Ter 15 | Qua 16 | Qui 17 | Sex 18 | Sáb 19 | Dom 20 |
| ------ | ------ | ------ | ------ | ------ | ------ | ------ | ------ |
| –54 kg |        |        |        |        |        | ●      |        |
| –58 kg |        |        |        |        |        |        | ●      |
| –63 kg |        |        |        |        | ●      |        |        |
| –68 kg |        |        | ●      |        |        |        |        |
| –74 kg |        |        |        | ●      |        |        |        |
| –80 kg | ●      |        |        |        |        |        |        |
| –87 kg |        | ●      |        |        |        |        |        |
| +87 kg |        |        |        | ●      |        |        |        |

| Data   | Seg 14 | Ter 15 | Qua 16 | Qui 17 | Sex 18 | Sáb 19 | Dom 20 |
| ------ | ------ | ------ | ------ | ------ | ------ | ------ | ------ |
| –46 kg |        |        |        |        |        |        | ●      |
| –49 kg |        |        | ●      |        |        |        |        |
| –53 kg |        |        |        |        | ●      |        |        |
| –57 kg | ●      |        |        |        |        |        |        |
| –62 kg |        | ●      |        |        |        |        |        |
| –67 kg |        | ●      |        |        |        |        |        |
| –73 kg |        |        |        |        |        | ●      |        |
| +73 kg |        |        |        | ●      |        |        |        |

## Resultados
Os resultados foram os seguintes. 
Masculino
| Evento                   | Ouro                         | Prata                       | Bronze                            |
| Até 54 kg (detalhes)     | Omar Salim · Hungria         | César Rodríguez · México    | Bae Jun-seo Coreia do Sul         |
| Até 54 kg (detalhes)     | Omar Salim · Hungria         | César Rodríguez · México    | Chen Po-yen · Taipé Chinesa       |
| Até 58 kg (detalhes)     | Vito Dell'Aquila · Itália    | Jang Jun Coreia do Sul      | Brandon Plaza · México            |
| Até 58 kg (detalhes)     | Vito Dell'Aquila · Itália    | Jang Jun Coreia do Sul      | Mohamed Khalil Jendoubi · Tunísia |
| Até 63 kg (detalhes)     | Liang Yushuai · China        | Niyaz Pulatov · Uzbequistão | Zaid Al-Halawani · Jordânia       |
| Até 63 kg (detalhes)     | Liang Yushuai · China        | Niyaz Pulatov · Uzbequistão | Joan Jorquera · Espanha           |
| Até 68 kg (detalhes)     | Kwon Do-yun Coreia do Sul    | Bradly Sinden · Reino Unido | Reza Kalhor Irão                  |
| Até 68 kg (detalhes)     | Kwon Do-yun Coreia do Sul    | Bradly Sinden · Reino Unido | Javad Aghayev · Azerbaijão        |
| Até 74 kg (detalhes)     | Daniel Quesada · Espanha     | Edival Pontes · Brasil      | Firas Katoussi · Tunísia          |
| Até 74 kg (detalhes)     | Daniel Quesada · Espanha     | Edival Pontes · Brasil      | Stefan Takov · Sérvia             |
| Até 80 kg (detalhes)     | Park Woo-hyeok Coreia do Sul | Andoni Cintado · Espanha    | Mehran Barkhordari Irão           |
| Até 80 kg (detalhes)     | Park Woo-hyeok Coreia do Sul | Andoni Cintado · Espanha    | Seif Eissa · Egito                |
| Até 87 kg (detalhes)     | Mehdi Khodabakhshi · Sérvia  | Meng Mingkuan · China       | Nikita Rafalovich · Uzbequistão   |
| Até 87 kg (detalhes)     | Mehdi Khodabakhshi · Sérvia  | Meng Mingkuan · China       | Bryan Salazar · México            |
| Mais de 87 kg (detalhes) | Carlos Sansores · México     | Iván García · Espanha       | Sajjad Mardani Irão               |
| Mais de 87 kg (detalhes) | Carlos Sansores · México     | Iván García · Espanha       | Song Zhaoxiang · China            |

Feminino
| Evento                   | Ouro                               | Prata                        | Bronze                             |
| Até 46 kg (detalhes)     | Lena Stojković · Croácia           | Rukiye Yıldırım · Turquia    | Huang Ying-hsuan · Taipé Chinesa   |
| Até 46 kg (detalhes)     | Lena Stojković · Croácia           | Rukiye Yıldırım · Turquia    | Andrea Ramírez · Colômbia          |
| Até 49 kg (detalhes)     | Daniela Souza · México             | Guo Qing · China             | Dunya Abutaleb · Arábia Saudita    |
| Até 49 kg (detalhes)     | Daniela Souza · México             | Guo Qing · China             | Panipak Wongpattanakit · Tailândia |
| Até 53 kg (detalhes)     | Makayla Greenwood · Estados Unidos | Zuo Ju · China               | Tijana Bogdanović · Sérvia         |
| Até 53 kg (detalhes)     | Makayla Greenwood · Estados Unidos | Zuo Ju · China               | Ivana Duvančić · Croácia           |
| Até 57 kg (detalhes)     | Luo Zongshi · China                | Lo Chia-ling · Taipé Chinesa | Jade Jones · Reino Unido           |
| Até 57 kg (detalhes)     | Luo Zongshi · China                | Lo Chia-ling · Taipé Chinesa | Hatice Kübra İlgün · Turquia       |
| Até 62 kg (detalhes)     | Sarah Chaari · Bélgica             | Theopoula Sarvanaki · Grécia | Aaliyah Powell · Reino Unido       |
| Até 62 kg (detalhes)     | Sarah Chaari · Bélgica             | Theopoula Sarvanaki · Grécia | Feruza Sadikova · Uzbequistão      |
| Até 67 kg (detalhes)     | Leslie Soltero · México            | Aleksandra Perišić · Sérvia  | Cecilia Castro · Espanha           |
| Até 67 kg (detalhes)     | Leslie Soltero · México            | Aleksandra Perišić · Sérvia  | Milena Titoneli · Brasil           |
| Até 73 kg (detalhes)     | Nadica Božanić · Sérvia            | Lee Da-bin Coreia do Sul     | Crystal Weekes · Porto Rico        |
| Até 73 kg (detalhes)     | Nadica Božanić · Sérvia            | Lee Da-bin Coreia do Sul     | Rebecca McGowan · Reino Unido      |
| Mais de 73 kg (detalhes) | Svetlana Osipova · Uzbequistão     | Dana Azran · Israel          | Lorena Brandl · Alemanha           |
| Mais de 73 kg (detalhes) | Svetlana Osipova · Uzbequistão     | Dana Azran · Israel          | Marlene Jahl · Áustria             |

## Quadro de medalhas
O quadro de medalhas foi publicado.
| Ordem | País           | Medalha de ouro | Medalha de prata | Medalha de bronze | Total |
| ----- | -------------- | --------------- | ---------------- | ----------------- | ----- |
| 1     | México         | 3               | 1                | 2                 | 6     |
| 2     | China          | 2               | 3                | 1                 | 6     |
| 3     | Coreia do Sul  | 2               | 2                | 1                 | 5     |
| 4     | Sérvia         | 2               | 1                | 2                 | 5     |
| 5     | Espanha        | 1               | 2                | 2                 | 5     |
| 6     | Uzbequistão    | 1               | 1                | 2                 | 4     |
| 7     | Croácia        | 1               | 0                | 1                 | 2     |
| 8     | Bélgica        | 1               | 0                | 0                 | 1     |
| 8     | Hungria        | 1               | 0                | 0                 | 1     |
| 8     | Estados Unidos | 1               | 0                | 0                 | 1     |
| 8     | Itália         | 1               | 0                | 0                 | 1     |
| 12    | Reino Unido    | 0               | 1                | 3                 | 4     |
| 13    | Taipé Chinesa  | 0               | 1                | 2                 | 3     |
| 14    | Brasil         | 0               | 1                | 1                 | 2     |
| 14    | Turquia        | 0               | 1                | 1                 | 2     |
| 16    | Grécia         | 0               | 1                | 0                 | 1     |
| 16    | Israel         | 0               | 1                | 0                 | 1     |
| 18    | Irão           | 0               | 0                | 3                 | 3     |
| 19    | Tunísia        | 0               | 0                | 2                 | 2     |
| 20    | Egito          | 0               | 0                | 1                 | 1     |
| 20    | Azerbaijão     | 0               | 0                | 1                 | 1     |
| 20    | Arábia Saudita | 0               | 0                | 1                 | 1     |
| 20    | Tailândia      | 0               | 0                | 1                 | 1     |
| 20    | Alemanha       | 0               | 0                | 1                 | 1     |
| 20    | Áustria        | 0               | 0                | 1                 | 1     |
| 20    | Jordânia       | 0               | 0                | 1                 | 1     |
| 20    | Porto Rico     | 0               | 0                | 1                 | 1     |
| 20    | Colômbia       | 0               | 0                | 1                 | 1     |
| Total | Total          | 16              | 16               | 32                | 64    |

## Classificação por equipe
A classificação por equipe se deu da seguinte maneira.
| Pos. | Equipe        | Pontos |
| ---- | ------------- | ------ |
| 1    | Coreia do Sul | 345    |
| 2    | Espanha       | 273    |
| 3    | México        | 242    |
| 4    | China         | 217    |
| 5    | Sérvia        | 157    |
| 6    | Itália        | 135    |
| 7    | Hungria       | 133    |
| 8    | Uzbequistão   | 97     |
| 9    | Irão          | 87     |
| 10   | Brasil        | 77     |

| Pos. | Equipe         | Pontos |
| ---- | -------------- | ------ |
| 1    | México         | 272    |
| 2    | China          | 255    |
| 3    | Sérvia         | 213    |
| 4    | Croácia        | 173    |
| 5    | Uzbequistão    | 162    |
| 6    | Estados Unidos | 143    |
| 7    | Bélgica        | 130    |
| 8    | Turquia        | 97     |
| 9    | Taipé Chinesa  | 94     |
| 10   | Reino Unido    | 86     |